# 1. Tennis-Bundesliga (Damen) 2023
Die 1. Tennis-Bundesliga der Damen wurde 2023 zum 24. Mal ausgetragen.
Nachdem die 1. Tennis-Bundesliga im Vorjahre mit sieben Mannschaften gespielt wurde, wurde die Liga wieder auf acht Mannschaften verstärkt, indem im Vorjahr nur die Mannschaft des TC BW Vaihingen-Rohr in die 2. Tennis-Bundesliga abstieg und die Mannschaft des TC Bad Vilbel zurückgezogen wurde. Gleichzeitig stiegen mit dem Club an der Alster, dem DTV Hannover und dem TC Bernhausen drei Mannschaften auf.
Meister wurde ungeschlagen zum dritten Mal in Folge der TC Bredeney, während die Aufsteiger TC Bernhausen und DTV Hannover wieder in die 2. Bundesliga abstiegen.

## Spieltage und Mannschaften
| Spieltage                                  |
| ------------------------------------------ |
| 1. Spieltag: Fr., 5. Mai 2023, 13:00 Uhr   |
| 2. Spieltag: So., 7. Mai 2023, 11:00 Uhr   |
| 3. Spieltag: Do., 18. Mai 2023, 11:00 Uhr  |
| 4. Spieltag: Sa., 20. Mai 2023, 12:00 Uhr  |
| 5. Spieltag: So., 4. Juni 2023, 11:00 Uhr  |
| 6. Spieltag: Sa., 8. Juli 2023, 12:00 Uhr  |
| 7. Spieltag: Sa., 15. Juli 2023, 12:00 Uhr |

| Mannschaften                       |
| ---------------------------------- |
| TC Bredeney Essen (M)              |
| TC 1899 Blau-Weiss Berlin          |
| Der Club an der Alster Hamburg (N) |
| TEC Waldau                         |
| DTV Hannover (N)                   |
| TK Blau-Weiss Aachen               |
| TC Blau-Weiß Dresden-Blasewitz     |
| TC Bernhausen (N)                  |

## Tabelle
Die erstplatzierte Mannschaft wird Deutscher Tennismeister der Damen 2023, während die Mannschaften auf den Plätzen 7 und 8 in die 2. Bundesliga absteigen.
|    | Mannschaft                         | Begegnungen | Punkte | Matches | Sätze | Spiele  |
| -- | ---------------------------------- | ----------- | ------ | ------- | ----- | ------- |
| 1. | TC Bredeney Essen (M)              | 7           | 14:0   | 45:18   | 97:42 | 668:457 |
| 2. | TK Blau-Weiss Aachen               | 7           | 10:4   | 40:23   | 90:55 | 654:497 |
| 3. | TC 1899 Blau-Weiss Berlin          | 7           | 6:8    | 35:28   | 78:64 | 579:550 |
| 4. | TC Blau-Weiß Dresden-Blasewitz     | 7           | 6:8    | 30:33   | 76:75 | 569:575 |
| 5. | Der Club an der Alster Hamburg (N) | 7           | 6:8    | 27:36   | 59:82 | 504:620 |
| 6. | TEC Waldau                         | 7           | 6:8    | 26:37   | 65:87 | 568:612 |
| 7. | TC Bernhausen (N)                  | 7           | 4:10   | 25:38   | 57:81 | 546:634 |
| 8. | DTV Hannover (N)                   | 7           | 4:10   | 24:39   | 55:88 | 480:623 |

|                      |                                                               |
| Zum Saisonende 2022: |                                                               |
| (M)                  | Meister, Meister in der Vorsaison                             |
| (N)                  | Neuling, Aufsteiger aus der 2. Tennis-Bundesliga (Damen) 2022 |

| Zum Saisonende 2023:                                                                                    |
| Meister: TC Bredeney Absteiger in die 2. Tennis-Bundesliga (Damen) 2024: TC Bernhausen und DTV Hannover |

### Ergebnisse
|                               | Heimmannschaft                 | Gastmannschaft                 | Matches | Sätze | Spiele |
| ----------------------------- | ------------------------------ | ------------------------------ | ------- | ----- | ------ |
| Fr., 5. Mai 2023, 13:00 Uhr   | TEC Waldau Stuttgart 1         | DTV Hannover                   | 7:2     | 16:6  | 105:59 |
| Fr., 5. Mai 2023, 13:00 Uhr   | TC Bredeney 1                  | Team HuT TC Bernhausen 1       | 8:1     | 16:3  | 103:60 |
| Fr., 5. Mai 2023, 13:00 Uhr   | TC 1899 Blau-Weiss Berlin      | BW DD Blasewitz                | 4:5     | 11:12 | 87:93  |
| Fr., 5. Mai 2023, 13:00 Uhr   | TK BW Aachen 1                 | Der Club an der Alster Hamburg | 4:5     | 12:10 | 93:71  |
| So., 7. Mai 2023, 11:00 Uhr   | TEC Waldau 1                   | TC Bredeney 1                  | 4:5     | 10:11 | 92:85  |
| So., 7. Mai 2023, 11:00 Uhr   | DTV Hannover                   | Team HuT TC Bernhausen 1       | 2:7     | 4:14  | 63:99  |
| So., 7. Mai 2023, 11:00 Uhr   | Der Club an der Alster Hamburg | TC 1899 Blau-Weiss Berlin      | 0:9     | 1:18  | 48:105 |
| So., 7. Mai 2023, 11:00 Uhr   | BW DD Blasewitz                | TK BW Aachen 1                 | 4:5     | 11:11 | 93:89  |
| Do., 18. Mai 2023, 11:00 Uhr  | Team HuT TC Bernhausen 1       | TC 1899 Blau-Weiss Berlin      | 3:6     | 6:12  | 65:97  |
| Do., 18. Mai 2023, 11:00 Uhr  | TC Bredeney 1                  | BW DD Blasewitz                | 7:2     | 15:4  | 97:47  |
| Do., 18. Mai 2023, 11:00 Uhr  | Der Club an der Alster Hamburg | TEC Waldau 1                   | 8:1     | 16:6  | 97:70  |
| Do., 18. Mai 2023, 11:00 Uhr  | TK BW Aachen 1                 | DTV Hannover                   | 8:1     | 17:3  | 106:52 |
| Sa., 20. Mai 2023, 12:00 Uhr  | BW DD Blasewitz                | Der Club an der Alster Hamburg | 5:4     | 11:8  | 82:68  |
| Sa., 20. Mai 2023, 12:00 Uhr  | TC Bredeney 1                  | DTV Hannover                   | 6:3     | 13:7  | 90:56  |
| Sa., 20. Mai 2023, 12:00 Uhr  | TK BW Aachen 1                 | Team HuT TC Bernhausen 1       | 7:2     | 14:4  | 102:72 |
| Sa., 20. Mai 2023, 12:00 Uhr  | TC 1899 Blau-Weiss Berlin      | TEC Waldau 1                   | 8:1     | 17:3  | 106:58 |
| So., 4. Juni 2023, 11:00 Uhr  | BW DD Blasewitz                | DTV Hannover                   | 4:5     | 11:12 | 79:77  |
| So., 4. Juni 2023, 11:00 Uhr  | TC 1899 Blau-Weiss Berlin      | TK BW Aachen 1                 | 3:6     | 7:14  | 50:97  |
| So., 4. Juni 2023, 11:00 Uhr  | Der Club an der Alster Hamburg | TC Bredeney 1                  | 1:8     | 3:16  | 52:104 |
| So., 4. Juni 2023, 11:00 Uhr  | TEC Waldau Stuttgart 1         | Team HuT TC Bernhausen 1       | 5:4     | 12:12 | 97:87  |
| Sa., 8. Juli 2023, 12:00 Uhr  | TEC Waldau 1                   | TK BW Aachen 1                 | 3:6     | 7:14  | 65:95  |
| Sa., 8. Juli 2023, 12:00 Uhr  | TC Bredeney 1                  | TC 1899 Blau-Weiss Berlin      | 6:3     | 13:7  | 95:78  |
| Sa., 8. Juli 2023, 12:00 Uhr  | Team HuT TC Bernhausen 1       | BW DD Blasewitz                | 3:6     | 7:13  | 76:92  |
| Sa., 8. Juli 2023, 12:00 Uhr  | DTV Hannover                   | Der Club an der Alster Hamburg | 4:5     | 8:11  | 79:88  |
| Sa., 15. Juli 2023, 12:00 Uhr | DTV Hannover                   | TC 1899 Blau-Weiss Berlin      | 7:2     | 15:6  | 94:56  |
| Sa., 15. Juli 2023, 12:00 Uhr | BW DD Blasewitz                | TEC Waldau 1                   | 4:5     | 11:11 | 83:81  |
| Sa., 15. Juli 2023, 12:00 Uhr | TK BW Aachen 1                 | TC Bredeney 1                  | 4:5     | 8:13  | 72:94  |
| Sa., 15. Juli 2023, 12:00 Uhr | Team HuT TC Bernhausen 1       | Der Club an der Alster Hamburg | 5:4     | 11:10 | 87:80  |